# Zhongbu (köping i Kina, Jiangsu)
Zhongbu (kinesiska: 中堡, 中堡镇) är en köping i Kina. Den ligger i provinsen Jiangsu, i den östra delen av landet, omkring 150 kilometer nordost om provinshuvudstaden Nanjing. Antalet invånare är 19042. Befolkningen består av 9 385 kvinnor och 9 657 män. Barn under 15 år utgör 14,0 %, vuxna 15-64 år 65 %, och äldre över 65 år 20,0 %.
Genomsnittlig årsnederbörd är 1 041 millimeter. Den regnigaste månaden är juli, med i genomsnitt 248 mm nederbörd, och den torraste är januari, med 19 mm nederbörd.